# 디스테이션
디스테이션은 2015년에 설립된 대한민국의 영화 수입·배급사이다.

## 개요
대한민국의 기업. 영화 배급사 기업이다.

## 배급 작품
- 기동전사 건담 THE ORIGIN Ⅰ: 푸른 눈의 캬스발
- 기동전사 건담 THE ORIGIN Ⅱ: 슬픔의 아르테이시아
- 기동전사 건담 THE ORIGIN Ⅲ: 새벽의 봉기
- 기동전사 건담 THE ORIGIN Ⅳ: 운명의 전야
- 기동전사 건담 THE ORIGIN Ⅴ: 격돌 루움 전투
- 기동전사 건담 THE ORIGIN Ⅵ: 탄생 붉은 혜성
- 데스노트: 더 뉴 월드
- 고양이는 불러도 오지 않는다
- 오늘 밤, 로맨스 극장에서
- 예전부터 계속 좋아했어: 고백실행위원회
- 좋아하게 되는 그 순간을: 고백실행위원회
- 오베라는 남자
- 세라비, 이것이 인생!
- 리즈와 파랑새
- 아무도 모른다
- 그들이 진심으로 엮을 때
- 걸즈 앤 판처 최종장 제1화
- 걸즈 앤 판처 최종장 제2화
- 조금씩, 천천히 안녕
- 고양이와 할아버지
- 아이히만 쇼
- 인퍼머스
- 빛의 아버지: 파이널 판타지 XIV
- 화양연화